# 染谷光広
染谷 光広（そめや みつひろ、1939年 - 2003年8月11日）は、日本の歴史学者。東京大学史料編纂所教授。

## 人物
千葉県出身。1963年に國學院大學文学部卒業、1965年國學院大學大学院文学研究科修士課程を修了とともに、東京大学史料編纂所に勤務。『大日本史料』第10編の編修に従事し、1981年助教授、1996年教授。2000年に定年退職の後は帝京平成大学経営情報学科教授となるが、体調不良のため2002年に退職、病気療養にあたっていた。2003年、肝硬変のため死去。
日本中世史を専門とし、『信長公記』の著者太田牛一が、永禄12年(1569年)から天正10(1582)年にかけての京都行政担当時から、丹羽長秀の家臣であり右筆をしていた、との説を提唱した（論文「織田信長の右筆についての序説」）。

## 著作

### 著書
- 『教養講座シリーズ第50集 織田信長・豊臣秀吉』（ぎょうせい、1986年）
- 『秀吉の手紙を読む』（日本放送出版協会、1996年）

### 論文
- 「織田信長の右筆についての序説」（『國學院雑誌』89巻11号、1988年）

### 校訂
- 史料纂集 兼見卿記 1-2 (続群書類従完成会、1971年-)